# 오에이티씨
오에이티씨(OATC)는 2015년 코스닥 상장사인 ㈜오르비텍에서 분사 창업한 ㈜OATC는 축적된 바이오 연구 역량을 토대로 시험검사에서 임상시험, 뇌질환 치료제 개발에 이르기까지 다양한 사업을 펼치고 있는 바이오연구소 기업이다.